# Wolfgang Pfeifenberger
Wolfgang Pfeifenberger (* 20. Jänner 1967 in Zederhaus) ist ein österreichischer Politiker der Österreichischen Volkspartei (ÖVP). Von Juni 2018 bis Juni 2023 war er Abgeordneter zum Salzburger Landtag. Ende August 2023 wurde er zum Bürgermeister von Tamsweg gewählt.

## Leben

### Ausbildung und Beruf
Wolfgang Pfeifenberger besuchte nach der Volksschule in Zederhaus die Hauptschule Sankt Michael im Lungau und von 1981 bis 1983 die Handelsschule in Tamsweg. Anschließend absolvierte er eine Lehre im Bereich Buch-, Kunst- und Musikalienhandel und war bis 1988 als Buchhändler in Tamsweg und Salzburg tätig.
Nach dem Präsenzdienst 1986 gründete er 1988 seine eigene Buchhandlung in Tamsweg. 1992/93 absolvierte er eine Ausbildung zum Verleger bei verschiedenen Verlagen in Salzburg und Innsbruck, 1994 gründete er den Verlag Wolfgang Pfeifenberger in Tamsweg.

### Politik
Seit 2008 ist er Bezirksstellenobmann Lungau der Wirtschaftskammer Salzburg, Bezirksobmann Lungau und Mitglied der Landesleitung des Wirtschaftsbundes Salzburg. Nach der Landtagswahl in Salzburg 2018 wurde er am 13. Juni 2018 in der konstituierenden Landtagssitzung der 16. Gesetzgebungsperiode als Abgeordneter zum Salzburger Landtag angelobt.
Nach der Ankündigung von Georg Gappmayer, sein Amt als Bürgermeister von Tamsweg aus privaten Gründen zurückzulegen, wurde Pfeifenberger als sein Nachfolger designiert. Nach der Landtagswahl in Salzburg 2023 schied Pfeifenberger im Juni 2023 aus dem Landtag aus. Ende August 2023 wurde er zum Bürgermeister von Tamsweg gewählt.

## Auszeichnungen
- 2022: Österreichischer Buchhandlungspreis[7]